# Ceratostigma asperrimum
Ceratostigma asperrimum är en triftväxtart som beskrevs av Otto Stapf och David Prain. Ceratostigma asperrimum ingår i släktet Ceratostigma och familjen triftväxter. Inga underarter finns listade i Catalogue of Life.